# Chi Cỏ đuôi chó
Chi Cỏ đuôi chó (danh pháp khoa học: Myriophyllum) là một chi thực vật có hoa trong họ Haloragaceae.